# Effet Zener

Caractéristique d'une diode Zener. Zener- und Avalanche-Durchbruch im linken unteren Quadranten.

L’effet Zener, du nom de son découvreur Clarence Melvin Zener (1905–1993), désigne l'apparition d'un courant (courant Zener) le long de la jonction bloquée d'une couche semi-conductrice fortement dopée, courant résultant de l'action de porteurs de charge libres. L'intensité de ce courant est pratiquement indépendante de la tension appliquée aux bornes, dès qu'elle dépasse la tension d'amorçage (« tension inverse de claquage »).

## Description
Le principe de l'effet Zener réside dans un décalage antagoniste des bandes d'énergie des secteurs dopés p et n sous l'action d'une tension électrique d'amorçage. Ce décalage est suffisamment important pour que les états lacunaires de bande de conduction possèdent la même énergie que les états occupés de la bande de valence. Cette égalisation de résistance électrique accroît énormément la probabilité que des électrons quittent leur bande de valence sans apport d'énergie (effet tunnel).
La tension d'amorçage du claquage Zener est dite « tension Zener » : dans les diodes au Silicium, la tension Zener est comprise entre 1,2 V et 5,5 V.
C'est cet effet qui est mis à profit dans les diodes Zener. Contrairement à une diode conventionnelle qui ne laisse passer le courant électrique que dans un seul sens, le sens direct, les diodes Zener sont conçues de façon à laisser également passer le courant inverse, mais ceci uniquement si la tension à ses bornes est plus élevée que le seuil de l'effet d'avalanche. Avec une tension inférieure (en valeur absolue) à 5,5 V, l'effet Zener domine ; au-delà, il est supplanté par l'effet d'avalanche. Les diodes d'une tension de claquage supérieure à 5,5 V sont cependant souvent (mais abusivement) appelées aussi « diodes Zener » : la tension de déclenchement peut ainsi monter jusqu'à plusieurs centaines de volts. Certaines diodes comportent une troisième broche qui permet de régler cet effet d'avalanche.
Le claquage Zener se produit dans les jonction p-n fortement dopées. Le dopage diminue l'épaisseur de la zone de déplétion, favorisant l'effet tunnel. Le coefficient de température apparent négatif d'une diode Zener est d'environ −3 mV/K ; il dépend fortement de la tension de claquage nominale de la diode et limite la tension de claquage à température constante.